# Saison 2015-2016 du FC Sochaux-Montbéliard
 (juillet 2015).
Si vous disposez d'ouvrages ou d'articles de référence ou si vous connaissez des sites web de qualité traitant du thème abordé ici, merci de compléter l'article en donnant les références utiles à sa vérifiabilité et en les liant à la section « Notes et références ».
Chronologie
Saison précédente Saison suivante
La saison 2015-2016 est la douzième en deuxième division du Football Club Sochaux-Montbéliard. Le club, qui n'est jamais resté plus de 3 ans éloigné de l'élite française du football, dispute sa deuxième saison consécutive à ce niveau. L'effectif professionnel est dirigé par Olivier Echouafni, puis à partir d'octobre 2015, par Albert Cartier.
Le club, longtemps classé parmi les relégables, assure finalement son maintien. En coupe de France, il atteint le stade des demi-finales, battu au stade Auguste-Bonal par l'Olympique de Marseille.

## Transferts

### Mercato d'été
| Nom               | Nationalité   | Poste     | Transfert                     | Provenance/Destination | Division           |
| ----------------- | ------------- | --------- | ----------------------------- | ---------------------- | ------------------ |
| Arrivées          |               |           |                               |                        |                    |
| Johann Ramaré     | France        | Milieu    | Transfert (libre)             | Stade brestois         | Ligue 2            |
| Olivier Werner    | Belgique      | Gardien   | Transfert                     | Cercle Bruges KSV      | Jupiler Pro League |
| Rubén Rayos       | Espagne       | Milieu    | Transfert (libre)             | Maccabi Haïfa          | Ligat HaAl         |
| Florian Martin    | France        | Milieu    | Transfert                     | Chamois niortais       | Ligue 2            |
| Bruno Collaço     | Brésil        | Défenseur | Transfert                     | Joinville EC           | Brasileirão        |
| Marcus Thuram     | France        | Attaquant | Premier contrat professionnel | Formé au club          |                    |
| Nicolas Senzemba  | France        | Défenseur | Premier contrat professionnel | Formé au club          |                    |
| Famara Diedhiou   | Sénégal       | Attaquant | Retour de prêt                | Clermont Foot 63       | Ligue 2            |
| Adolphe Teikeu    | Cameroun      | Défenseur | Transfert (libre)             | Terek Grozny           | Premier-Liga       |
| Sekou Cissé       | Côte d'Ivoire | Attaquant | Prêt                          | KRC Genk               | Jupiler Pro League |
| Départs           |               |           |                               |                        |                    |
| Edouard Butin     | France        | Attaquant | Fin de contrat                | Valenciennes FC        | Ligue 2            |
| Houssine Kharja   | Maroc         | Milieu    | Fin de contrat                |                        |                    |
| Joseph Lopy       | Sénégal       | Milieu    | Fin de contrat                |                        |                    |
| Lamarana Diallo   | Sénégal       | Attaquant | Fin de contrat                |                        |                    |
| Romain Habran     | France        | Milieu    | Retour de prêt                | PSG                    | Ligue 1            |
| Jérôme Roussillon | France        | Défenseur | Retour de prêt                | Montpellier HSC        | Ligue 1            |
| Famara Diedhiou   | Sénégal       | Attaquant | Prêt                          | Clermont Foot 63       | Ligue 2            |
| Yohann Pelé       | France        | Gardien   | Rupture de contrat            | Marseille              | Ligue 1            |
| Hillel Konaté     | Sénégal       | Attaquant | Fin de contrat                |                        |                    |

## Compétitions

### Ligue 2
Résultats du championnat :
| Date                       | Heure | J.          | Lieu                       | Equipe Dom.            | Résultat | Equipe Ext.            | Buteurs FCSM                                                | Buteurs Edv.                                                      | Classement | Affluence |
| vendredi 31 juillet 2015   | 20:00 | 1re journée | Stade Gabriel Montpied     | Clermont Foot          | 0 - 0    | FC Sochaux-Montbéliard |                                                             |                                                                   | 15e        | 3 834     |
| vendredi 7 août 2015       | 20:00 | 2e journée  | Stade Bonal                | FC Sochaux-Montbéliard | 0 - 1    | FC Metz                |                                                             | Kévin Lejeune 1re                                                 | 17e        | 9 354     |
| vendredi 14 août 2015      | 20:00 | 3e journée  | Stade René Gaillard        | Chamois niortais       | 1 - 1    | FC Sochaux-Montbéliard | Karl Toko-Ekambi 11e                                        | Djiman Koukou 85e                                                 | 17e        | 3 505     |
| vendredi 21 août 2015      | 20:00 | 4e journée  | Stade Bonal                | FC Sochaux-Montbéliard | 1 - 1    | Paris FC               | Karl Toko-Ekambi 56e                                        | Romain Grange 51e                                                 | 14e        | 7 954     |
| vendredi 28 août 2015      | 20:00 | 5e journée  | Stade Jean-Laville         | FC Bourg-Peronnas 01   | 2 - 1    | FC Sochaux-Montbéliard | Karl Toko-Ekambi 11e                                        | Lakdar Boussaha 45+2e · Florent Ogier 90+4e                       | 15e        | 1 521     |
| vendredi 11 septembre 2015 | 20:00 | 6e journée  | Stade Bonal                | FC Sochaux-Montbéliard | 0 - 3    | US Créteil-Lusitanos   |                                                             | Florent Mollet 3e · Faneva Andriatsima 45e · Sacha Clémence 79e   | 17e        | 6 717     |
| vendredi 18 septembre 2015 | 20:00 | 7e journée  | Stade Pierre-Brisson       | Red Star               | 0 - 0    | FC Sochaux-Montbéliard |                                                             |                                                                   | 18e        | 1 129     |
| mardi 22 septembre 2015    | 21:00 | 8e journée  | Stade Bonal                | FC Sochaux-Montbéliard | 0 - 1    | Dijon FCO              |                                                             | Frédéric Sammaritano 63e                                          | 19e        | 6 714     |
| vendredi 25 septembre 2015 | 20:00 | 9e journée  | Stade Félix Bollaert       | RC Lens                | 1 - 0    | FC Sochaux-Montbéliard |                                                             | Jonathan Nanizayamo 83e                                           | 19e        | 22 263    |
| vendredi 2 octobre 2015    | 20:00 | 10e journée | Stade Bonal                | FC Sochaux-Montbéliard | 1 - 0    | Valenciennes FC        | Sekou Cissé 53e                                             |                                                                   | 18e        | 7 176     |
| vendredi 16 octobre 2015   | 20:00 | 11e journée | Stade Bonal                | FC Sochaux-Montbéliard | 0 - 0    | Tours FC               |                                                             |                                                                   | 18e        | 7 647     |
| vendredi 23 octobre 2015   | 20:00 | 12e journée | Stade Océane               | Havre AC               | 2 - 1    | FC Sochaux-Montbéliard | Jérôme Onguéné 3e                                           | Jean-Pascal Fontaine 25e · Alexandre Bonnet 63e                   | 18e        | 6 924     |
| vendredi 30 octobre 2015   | 20:00 | 13e journée | Stade Bonal                | FC Sochaux-Montbéliard | 1 - 0    | Évian TG               | Karl Toko-Ekambi 33e                                        |                                                                   | 18e        | 9 400     |
| vendredi 6 novembre 2015   | 20:00 | 14e journée | Stade des Costières        | Nîmes Olympique        | 0 - 2    | FC Sochaux-Montbéliard | Sekou Cissé 49e 84e                                         |                                                                   | 17e        | 5 022     |
| vendredi 24 novembre 2015  | 20:00 | 15e journée | Stade Bonal                | FC Sochaux-Montbéliard | 0 - 0    | Stade lavallois        |                                                             |                                                                   | 17e        | 9 000     |
| vendredi 27 novembre 2015  | 20:00 | 16e journée | Stade Francis-Le Blé       | Stade brestois 29      | 1 - 0    | FC Sochaux-Montbéliard |                                                             | Youssef Adnane 5e                                                 | 17e        | 6 642     |
| mardi 1er décembre 2015    | 21:00 | 17e journée | Stade Bonal                | FC Sochaux-Montbéliard | 2-2      | AS Nancy-Lorraine      | Sekou Cissé 67e · Karl Toko-Ekambi 87e                      | Maurice-Junior Dalé 19e · Alexis Busin 84e                        | 17e        | 6 532     |
| vendredi 11 décembre 2015  | 20:00 | 18e journée | Stade de l'Abbé-Deschamps  | AJ Auxerre             | 2-1      | FC Sochaux-Montbéliard | Raphaël Caceres 17e                                         | Alexandre Vincent 62e · Ibrahima Seck 73e                         | 17e        | 5 019     |
| vendredi 18 décembre 2015  | 20:00 | 19e journée | Stade Bonal                | FC Sochaux-Montbéliard | 3-0      | AC Ajaccio             | Sekou Cissé 47e · Karl Toko-Ekambi 65e · Florian Martin 80e |                                                                   | 16e        | 7 217     |
| lundi 11 janvier 2016      | 20:30 | 20e journée | Stade Saint-Symphorien     | FC Metz                | 1-0      | FC Sochaux-Montbéliard |                                                             | Charles Kaboré 76e                                                | 17e        | 11 259    |
| vendredi 15 janvier 2016   | 20:00 | 21e journée | Stade Bonal                | FC Sochaux-Montbéliard | 2-3      | Chamois niortais       | Sekou Cissé 2e 45+1e                                        | Adolphe Teikeu 40e (csc) · Chafik Tigroudja 48e · Seydou Koné 79e | 18e        | 5 934     |
| vendredi 22 janvier 2016   | 20:00 | 22e journée | Stade Charléty             | Paris FC               | 0-0      | FC Sochaux-Montbéliard |                                                             |                                                                   | 18e        | 3 000     |
| vendredi 29 janvier 2016   | 20:00 | 23e journée | Stade Bonal                | FC Sochaux-Montbéliard | 1-1      | FC Bourg-Peronnas 01   | Raphaël Caceres 21e                                         | Loïc Damour 38e                                                   | 18e        | 6 369     |
| mardi 2 février 2016       | 20:00 | 24e journée | Stade Duvauchelle          | US Créteil-Lusitanos   | 1-1      | FC Sochaux-Montbéliard | Karl Toko-Ekambi 50e                                        | Vincent Di Bartolomeo 67e                                         | 17e        | 1 934     |
| vendredi 5 février 2016    | 20:00 | 25e journée | Stade Bonal                | FC Sochaux-Montbéliard | 1-2      | Red Star               | Adolphe Teikeu 7e                                           | Florian Makhedjouf 61e · Anatole Ngamukol 87e                     | 19e        | 6 118     |
| vendredi 12 février 2016   | 20:00 | 26e journée | Stade Gaston-Gérard        | Dijon FCO              | 2-2      | FC Sochaux-Montbéliard | Florian Martin 35e · Yannis Mbombo 46e                      | Florian Tardieu 47e (csc) · Mamadou Thiam 90+3e                   | 19e        | 7 905     |
| vendredi 19 février 2016   | 20:00 | 27e journée | Stade Bonal                | FC Sochaux-Montbéliard | 0-0      | RC Lens                |                                                             |                                                                   | 18e        | 8 342     |
| vendredi 26 février 2016   | 20:00 | 28e journée | Stade du Hainaut           | Valenciennes FC        | 2-2      | FC Sochaux-Montbéliard | Karl Toko-Ekambi 22e · Florian Martin 55e                   | Sekou Baradji 34e · Pierre Slidja 75e                             | 18e        | 6 824     |
| samedi 5 mars 2016         | 14:00 | 29e journée | Stade de la Vallée du Cher | Tours FC               | 1-0      | FC Sochaux-Montbéliard |                                                             | Laurent Agouazi 86e                                               | 18e        | 4 000     |
| vendredi 11 mars 2016      | 20:00 | 30e journée | Stade Bonal                | FC Sochaux-Montbéliard | 1-0      | Havre AC               | Sekou Cissé 72e                                             |                                                                   | 18e        | 12 606    |
| vendredi 18 mars 2016      | 20:00 | 31e journée | Parc des Sports            | Évian TG               | 0-0      | FC Sochaux-Montbéliard |                                                             |                                                                   | 18e        | 4 443     |
| vendredi 1er avril 2016    | 20:00 | 32e journée | Stade Bonal                | FC Sochaux-Montbéliard | 0-0      | Nîmes Olympique        |                                                             |                                                                   | 18e        | 10 621    |
| vendredi 8 avril 2016      | 20:00 | 33e journée | Stade Francis-Le-Basser    | Stade lavallois        | 1-2      | FC Sochaux-Montbéliard | Karl Toko-Ekambi 18e · Moussa Sao 90+2e                     | Adrien-Mehdi Monfray 90+6e                                        | 16e        | 5 218     |
| vendredi 15 avril 2016     | 20:00 | 34e journée | Stade Bonal                | FC Sochaux-Montbéliard | 2-1      | Stade brestois 29      | Karl Toko-Ekambi 20e · Johann Ramaré 33e                    | Youssef Adnane 29e                                                | 15e        | 10 042    |
| lundi 25 avril 2016        | 20:00 | 35e journée | Stade Marcel-Picot         | AS Nancy-Lorraine      | 1-0      | FC Sochaux-Montbéliard |                                                             | Clément Lenglet 12e                                               | 16e        | 19 237    |
| vendredi 29 avril 2016     | 20:00 | 36e journée | Stade Bonal                | FC Sochaux-Montbéliard | 2-3      | AJ Auxerre             | Florin Bérenguer 27e · Moussa Sao 80e                       | Serhou Guirassy 49e · Sohny Sefil 79e · Florian Ayé 90+4e         | 18e        | 12 453    |
| vendredi 6 mai 2016        | 20:00 | 37e journée | Stade François-Coty        | AC Ajaccio             | 0-2      | FC Sochaux-Montbéliard | Hadi Sacko 42e · Moussa Sao 72e                             |                                                                   | 17e        | 3 013     |
| vendredi 13 mai 2016       | 20:45 | 38e journée | Stade Bonal                | FC Sochaux-Montbéliard | 2-0      | Clermont Foot          | Moussa Sao 17e · Karl Toko-Ekambi 54e                       |                                                                   | 15e        | 15 634    |

### Coupe de France
| Date                      | Heure | Tour    | Lieu                  | Equipe Dom.            | Résultat   | Equipe Ext.            | Buteurs FCSM                                       | Buteurs Adv.                      | Affluence |
| Vendredi 20 novembre 2015 | 20h45 | 7e tour | Stade Bonal           | FC Sochaux-Montbéliard | 2 - 1 a.p. | RC Strasbourg          | Florian Martin 14e · Karl Toko-Ekambi 115e         | Oumar Pouye 22e                   | 5 190     |
| Dimanche 6 décembre 2015  | 14h15 | 8e tour | Stade Bonal           | FC Sochaux-Montbéliard | 1 - 0 a.p. | AS Nancy               | Adolphe Teikeu 97e                                 |                                   | 3 308     |
| Samedi 2 janvier 2016     | 18h00 | 32e     | Stade omnisports 2000 | AS Pagny-sur-Moselle   | 0 - 2      | FC Sochaux-Montbéliard | Raphaël Caceres 7e 25e                             |                                   |           |
| Mardi 19 janvier 2016     | 19h00 | 16e     | Stade Armand Cesari   | SC Bastia              | 1 - 2      | FC Sochaux-Montbéliard | Adolphe Teikeu 27e · Raphaël Caceres 90e           | François Kamano 36e               | 2 548     |
| Mardi 9 février 2016      | 21h00 | 8e      | Stade Bonal           | FC Sochaux-Montbéliard | 2 - 1      | AS Monaco              | Florian Martin 19e · Hadi Sacko 54e                | Tiémoué Bakayoko 38e              | 9 430     |
| Mercredi 2 mars 2016      | 19h00 | 1/4     | Stade Bonal           | FC Sochaux-Montbéliard | 3 - 2 a.p. | FC Nantes              | Moussa Sao 86e · Sekou Cissé 97e · Moussa Sao 106e | Guillaume Gillet 5e · Adryan 116e | 9 970     |
| Mercredi 20 avril 2016    | 21h00 | 1/2     | Stade Bonal           | FC Sochaux-Montbéliard | 0 - 1      | Olympique de Marseille |                                                    | Florian Thauvin 48e               | 19 964    |

### Coupe de la Ligue
| Date               | Heure | Tour     | Lieu                       | Equipe Dom.            | Résultat | Equipe Ext.            | Buteurs FCSM                             | Buteurs Edv.                               | Affluence |
| Mardi 11 août 2015 |       | 1er tour | Stade Bonal                | FC Sochaux-Montbéliard | 3 - 2    | Niort FC               | Raphaël Caceres 51e 60e · Moussa Sao 68e | Abdelhakim Omrani 56e · Seydou Koné 72e    | 5 524     |
| Mardi 25 août 2015 |       | 2e tour  | Stade de la Vallée du Cher | Tours FC               | 2 - 0    | FC Sochaux-Montbéliard |                                          | Haris Belkebla 67e · Christian Kouakou 71e | 4 751     |

## Buteurs
| Rang | Nom              | Total. | Champ. | C. France | C. Ligue |
| ---- | ---------------- | ------ | ------ | --------- | -------- |
| 1    | Karl Toko-Ekambi | 12     | 11     | 1         |          |
| 2    | Sekou Cissé      | 9      | 8      | 1         |          |
| 3    | Moussa Sao       | 7      | 4      | 2         | 1        |
| 4    | Raphaël Caceres  | 6      | 2      | 2         | 2        |
| 5    | Florian Martin   | 5      | 3      | 2         |          |
| 6    | Adolphe Teikeu   | 3      | 1      | 2         |          |
| 7    | Hadi Sacko       | 2      | 1      | 1         |          |
| 8    | Jérôme Onguéné   | 1      | 1      |           |          |
| 9    | Yannis Mbombo    | 1      | 1      |           |          |
| 10   | Johann Ramaré    | 1      | 1      |           |          |
| 11   | Florin Bérenguer | 1      | 1      |           |          |